# گرچی، کامپانیا
گرچی، کامپانیا (به ایتالیایی: Greci) یک کومونه در ایتالیا است که در استان آولینو واقع شده‌است.

## خصوصیات
گرچی ۳۰٫۵۸ کیلومترمربع مساحت و ۸۰۵ نفر جمعیت دارد و ۸۲۳ متر بالاتر از سطح دریا واقع شده‌است.